# Cameră IP

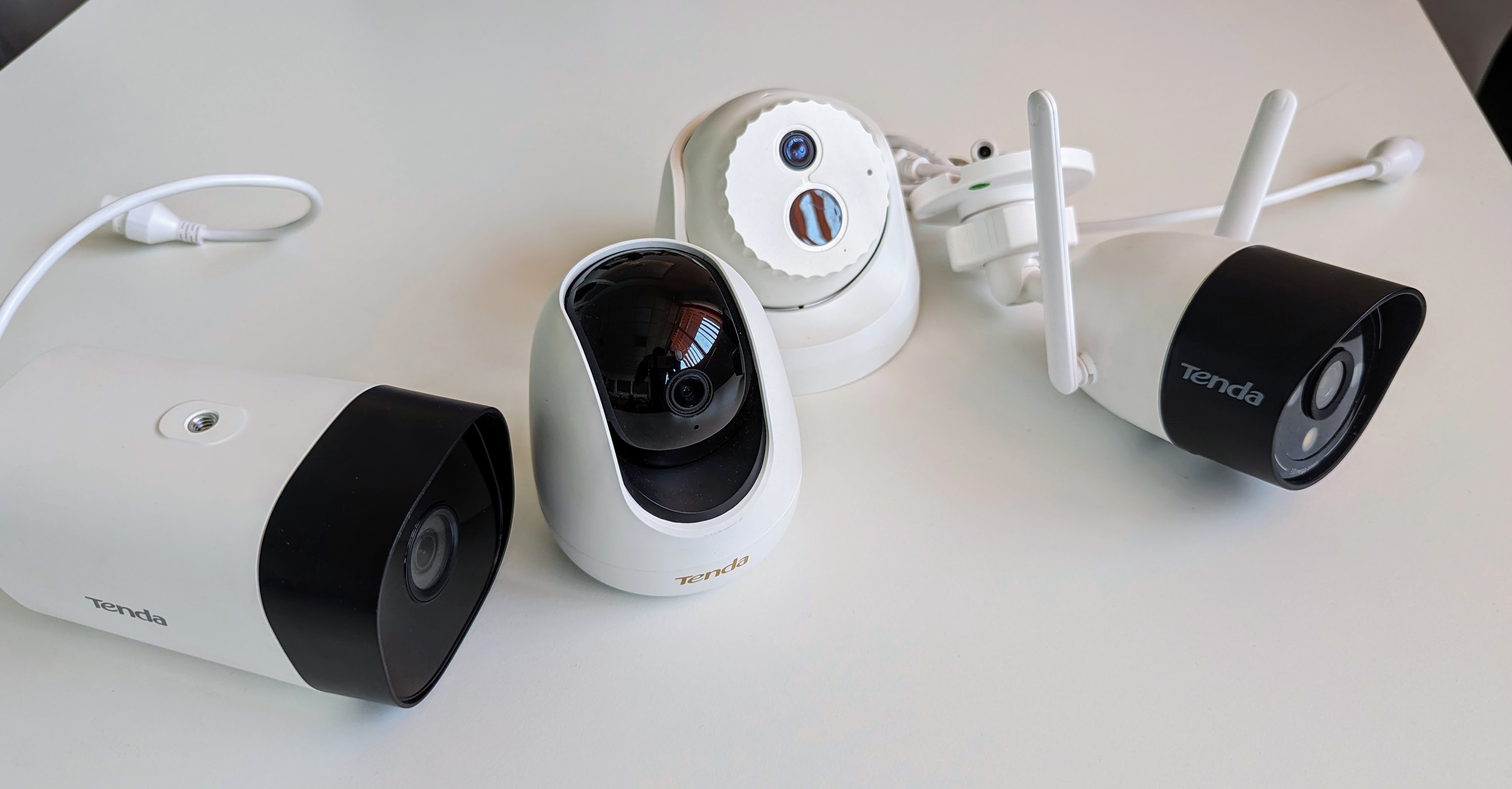
Camere IP diverse modele.

O cameră video digitală cu protocol Internet sau cameră IP, cameră de securitate IP, cameră video IP, cameră de securitate IP, cameră IP video digitală de supraveghere, cameră IP de supraveghere etc, prescurtat IPC, este un tip de cameră video digitală care primește date de control și trimite date de imagine printr-o rețea IP. Sunt utilizate în mod obișnuit pentru supraveghere, dar, spre deosebire de camerele analog video cu circuit închis (CCTV), nu necesită dispozitiv de înregistrare locală, ci doar o rețea locală. Majoritatea camerelor IP sunt camere web, dar termenul de cameră IP sau netcam se aplică de obicei numai celor care pot fi accesate direct printr-o conexiune de rețea.
Unele camere IP necesită suport pentru un înregistrator video de rețea central (NVR) pentru a gestiona înregistrarea, video și gestionarea alarmelor. Altele pot funcționa într-un mod descentralizat, fără a fi nevoie de NVR, deoarece camera poate înregistra direct pe orice mediu de stocare local sau la distanță. Sau altele stochează datele pe un server în cloud iar controlul și vizualizarea fluxului video se poate face dintr-o aplicație de smartphone, dintr-un browser sau dintr-o aplicație pestru sistemele de operare pentru PC-uri. Prima cameră IP a fost inventată de compania suedeză Axis Communications AB în 1996.

## Istoric
Prima cameră IP centralizată, AXIS Neteye 200, a fost lansată în 1996 de către Axis Communications. Deși produsul a fost anunțat ca fiind accesibil de oriunde cu o conexiune la internet, camera nu a fost capabilă să transmită videoclipuri în timp real și sa limitat la returnarea unei singure imagini pentru fiecare solicitare în Common Intermediate Format (CIF). Această limitare poate fi atribuită lipsei de circuite integrate puternice capabile să gestioneze procesarea imaginii în momentul lansării. Ca urmare, camera a fost destinată în primul rând industriei ospitaliere și nu a intenționat să înlocuiască sistemele CCTV analogice tradiționale.
Prima cameră IP descentralizată a fost lansată în 1999 de Mobotix. Sistemul Linux al camerei conținea funcții de management video, alarmă și înregistrare. În 2005, prima cameră IP cu analiză de conținut video ( VCA) a fost lansată de Intellio. Această cameră a fost capabilă să detecteze o serie de evenimente diferite, cum ar fi dacă un obiect a fost furat, un om a trecut o linie, un om a intrat într-o zonă predefinită sau dacă o mașină s-a deplasat în direcția greșită.
Odată cu progresele în infrastructura cloud, Ring (deținut de Amazon, SUA), și-a lansat prima sonerie pentru cameră IP destinată utilizării casnice în 2014. Dispozitivul a oferit o configurare rapidă, stocare cloud și detectarea mișcării. Dispozitivul a fost vândut cu amănuntul pentru 199 USD. Începând cu 2021, Ring a vândut milioane de unități. Odată cu succesul camerelor IP, alte companii precum Nest (deținută de Google, SUA) au lansat dispozitive similare bazate pe cloud. Și alte companii au lansat camere IP, mai ales cele din domeniul echipamentelor de rețea, precum Tenda Technology, Inc., TP-Link etc acest lucru datorându-se strânsei legături cu domeniul rețelisticii.

## Tehnologie și utilizări
Camerele de rețea sunt dezvoltate atât pentru întreprinderi, cât și pentru consumatori. Camerele IP pentru consumatori utilizate pentru securitatea casei trimit de obicei videoclipuri live către o aplicație însoțitoare de pe dispozitivul unui utilizator. În general, se conectează la internet prin Wi-Fi sau un cablu Ethernet. Spre deosebire de camerele IP pentru consumatori, camerele IP Enterprise oferă adesea rezoluție video mai mare, analiză video avansată cu funcții complexe și sunt accesate în cea mai mare parte prin HTTP și protocolul de streaming în timp real, Real Time Streaming Protocol (RTSP).
Camerele IP erau mai frecvente în afaceri decât în case, dar nu mai este cazul. Un sondaj din 2016 efectuat pe 2.000 de americani a arătat că 20% dintre ei dețin camere de securitate la domiciliu. Această trecere la camerele IP în uz casnic se datorează parțial autoinstalării dispozitivului. Camerele IP de obicei nu necesită instalare profesională, economisind timp pentru proprietarii de acasă și de afaceri.
Una dintre cele mai populare abilități pe care le au camerele de securitate pentru acasă la nivel de consumator este de a le vizualiza filmările printr-o aplicație mobilă. Multe camere oferă caracteristici precum un obiectiv cu unghi larg, capacități de vedere pe timp de noapte sau de lumină scăzută și detectarea mișcării. Majoritatea sunt dezvoltate pentru a trimite notificări printr-o aplicație, cum ar fi atunci când este detectată mișcare. Clipurile video pot fi stocate pe un dispozitiv local, cum ar fi un card micro-SD sau printr-un serviciu cloud.
Valoarea pieței sistemelor de securitate pentru locuințe a atins 4,8 miliarde de dolari în 2018. A avut o rată de creștere anuală compusă de 22,4% între 2011 și 2018. Oamenii din țările care suferă de rate ridicate ale criminalității, în special jaf și furt, sunt dornici să adopte camere de securitate la domiciliu. SUA și China au o rată ridicată de implementare a camerelor de securitate rezidențiale.
Principalii jucători-cheie de pe piața securității domestice din Statele Unite ale Americii sunt Nest (deținut de Google, SUA), Ring (deținut de Amazon, SUA) și Arlo (deținut de Netgear, SUA). În industria de securitate a alarmelor, jucătorii cheie sunt ADT (SUA), Vivint (SUA) și SimpliSafe (SUA). Cei mai mari producători de camere IP sunt Hikvision Digital Technology (China), Axis Communications (Suedia) și Dahua (China). 

## Tipuri de camere IP
Camerele de securitate IP exista in diferite forme, factori, vin cu lentile sau funcționalități diferite dar și cu utilizări în funcție de mediu sau spatii de utilizare. Lista de mai jos ofera o scurtă prezentare generală asupra tipurilor comune de camere de securitate IP:
- Camere IP fixe sau mobile
- Camere IP de interior și/sau de exterior
- Camere IP de tip bullet
- Camere IP de tip conch
- Camere IP de tip dome
- Camere IP Pan-Tilt-Zoom (PTZ)
- Camere IP multidirecționale
- Camere IP Fisheye
- Camere IP cu termoviziune
- Camere IP cu stocare în cloud și/sau locală
- Camere IP PoE
- Camere IP Wi-Fi

### Camere IP fixe sau mobile, de interior și/sau exterior
În funcție de funcționalitatea lor, camerele IP sunt, în general, clasificate ca fixe, varifocale și/sau pan-tilt-zoom (camera PTZ), PTZ însemnând camere cu panoramare, înclinarea și zoom. Camerele fixe au o perspectivă imobilă asupra subiectului, în timp ce camerele cu focale variabilă au capacitatea de a regla de la distanță zoom-ul imaginii. În plus, camerele PTZ au capacitatea de a direcționa de la distanță ansamblul camerei în orice direcție. Acesta poate fi folosit pentru a urmări mișcarea sau pentru a regla manual zona de monitorizare. Camerele IP pot fi proiectate pentru utilizare în interior sau în exterior. Camerele de exterior sunt adesea clasificate IP65 sau IP67 pentru a rezista la condițiile exterioare. Camerele IP pot oferi o varietate de tehnologii de imagistică digitală, cum ar fi camere cu mai mulți senzori, camere panoramice și camere termice.

### Camere IP bullet

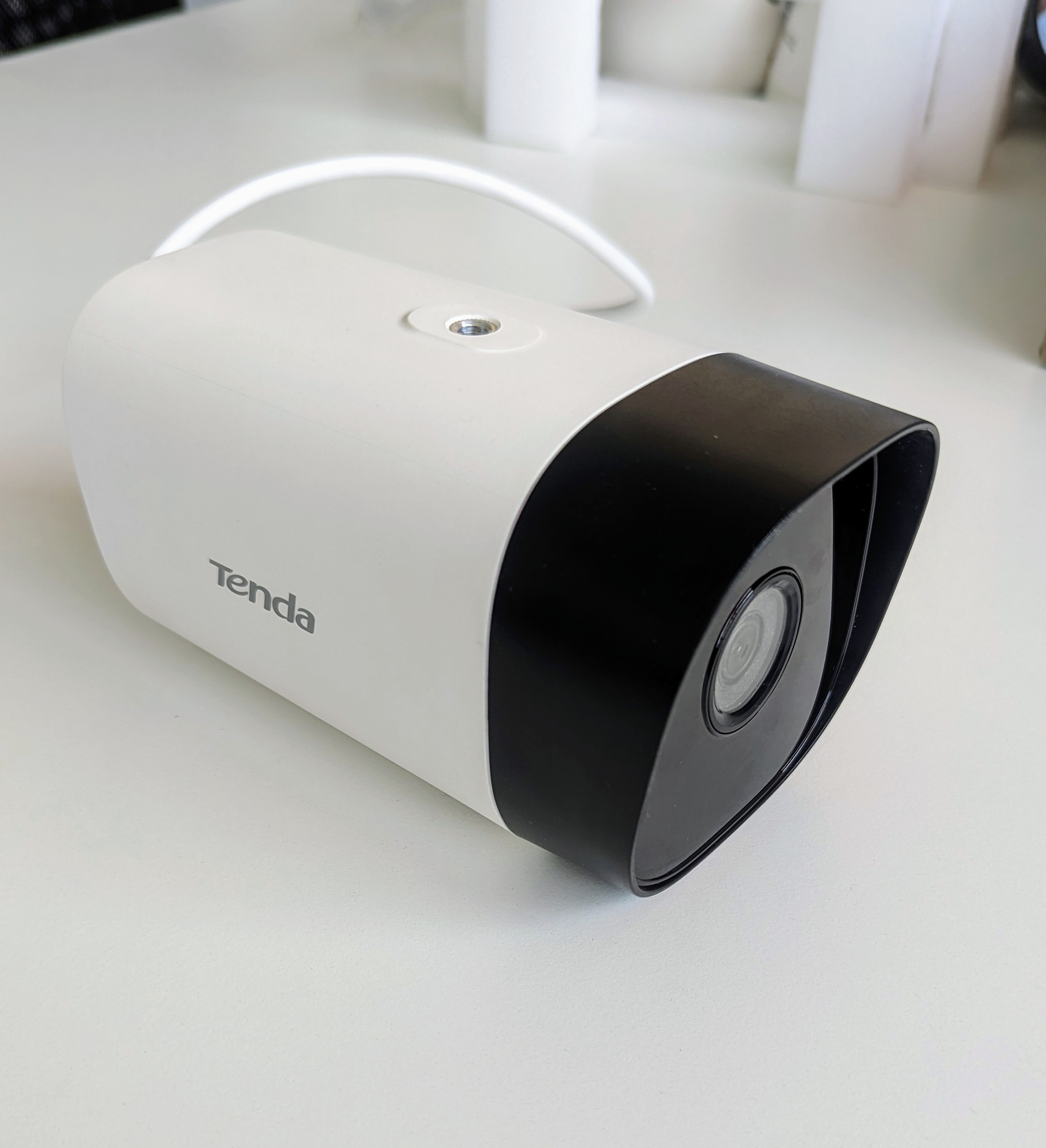
Cameră tip "bullet"de la Tenda.

Camerele bullet sunt un tip de camere de supraveghere care au o formă alungită, asemănătoare unui glonț. Așadar cînd ne referim la o cameră bullet, ține de forma camerei. Acestea sunt adesea utilizate pentru monitorizarea spațiilor exterioare datorită designului lor compact și rezistent la intemperii. Acestea sunt montate de obicei pe pereți sau stâlpi și sunt orientate către o zonă specifică pentru a oferi o vedere clară și focalizată.
Camerele bullet au un câmp vizual mai îngust decât camerele dome, între 70 și 90 de grade. Astfel, camerele bullet sunt ideale pentru monitorizarea unei zone limitate, precum o curte exterioară. Nu sunt potrivite pentru monitorizarea spațiilor largi, fiind necesare mai multe camere pentru a acoperi întreaga suprafață.
Aceste camere sunt mai vizibile decât camerele dome, devenind astfel un potențial factor de descurajare pentru intruși. Totuși, faptul că ies în evidență poate face din camerele bullet și o țintă pentru vandalism. Camerele bullet sunt proiectate pentru a fi rezistente la intemperii și sunt adesea folosite în aplicații în aer liber. Ele pot rezista la ploaie, vânt și alte condiții meteorologice nefavorabile.

### Camere IP conch

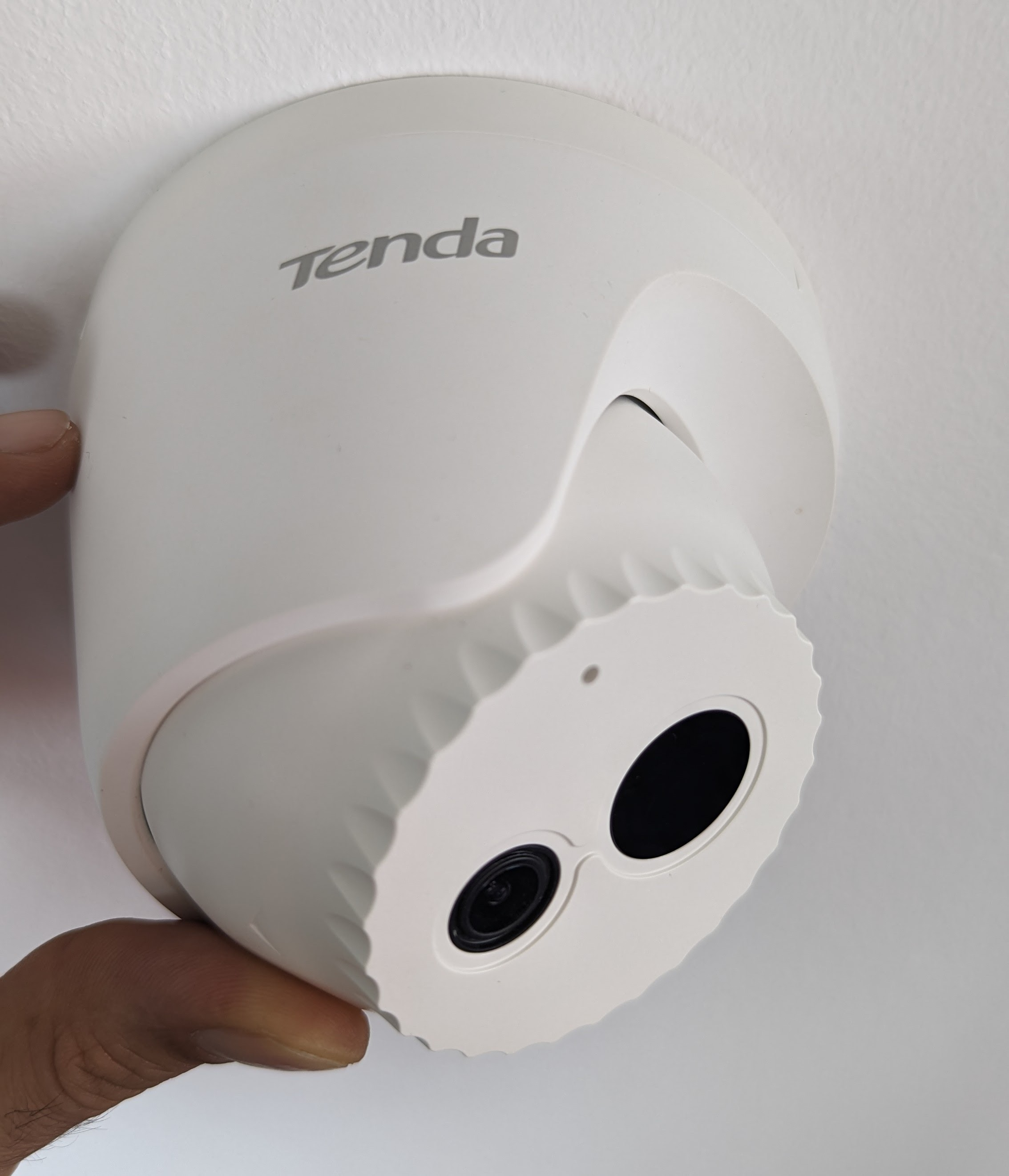
Cameră de tip "conch", marca Tenda.

Camerele IP de tip “conch”, care au o formă asemănătoare cu o scoică. Obiectivul acestora poate fi poziționat manual, prin înclinare și rotire, în direcția dorită. Acestea oferă flexibilitate în ceea ce privește orientarea și unghiul de vizualizare, permițând utilizatorilor să se concentreze pe zone specifice pentru monitorizare. De asemenea, multe dintre aceste camere pot avea funcționalități suplimentare, cum ar fi zoom optic sau digital, în funcție de model și de producător. Aceste caracteristici le fac ideale pentru o varietate de aplicații de supraveghere, de la monitorizarea spațiilor interioare la supravegherea perimetrelor exterioare.

### Camere IP dome

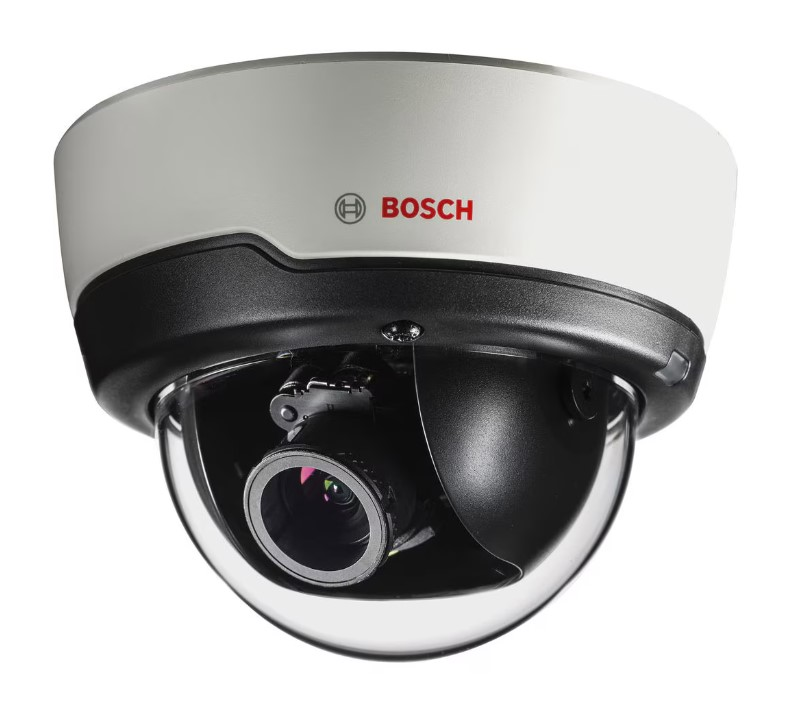
O cameră IP de tip "dome" de la Robert Bosch GmbH.

Camerele dome sunt un tip de camere de supraveghere care au o carcasă cu formă sferică sau semi-sferică. Acestea sunt montate pe tavane sau pe pereți. Forma lor circulară este ușor de recunoscut și camerele dome sunt versatile, fiind folosite atât la interior, cât și la exterior. Designul simetric al camerelor dome face dificilă identificarea punctului de focalizare al camerei. Acestea sunt perfecte pentru medii interioare, cum ar fi birourile sau magazinele cu amănuntul, unde se îmbină perfect cu mediul înconjurător. Camerele dome sunt, de asemenea, mai puțin vizibile. De asemenea aceste camere se pot folosi și la exterior însă trebuie ca producătorul să specifice acest aspect. 
Aceste camere sunt adesea utilizate în locuri unde este necesară o supraveghere discretă, dar eficientă. Datorită designului lor compact și atractiv, camerele dome pot fi integrate cu ușurință în orice decor interior, făcându-le o alegere populară pentru spațiile comerciale, hoteluri, restaurante și multe alte locații.

### Camere IP Pan-Tilt-Zoom (PTZ)

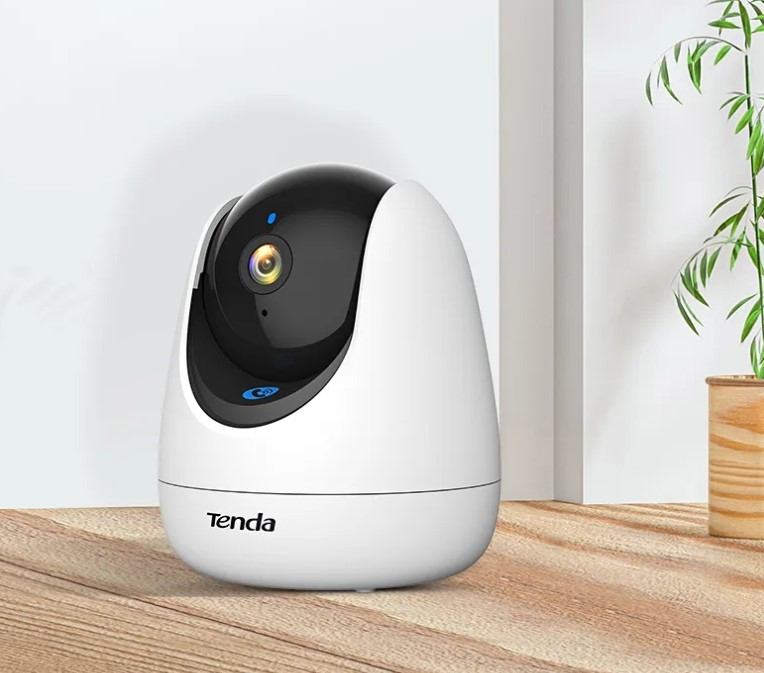
Tenda CP3 Pro este o cameră de interior de tip "Pan-Tilt-Zoom (PTZ)", concepută pentru utilizare casnică, cu conectare Wi-Fi.

Camerele IP Pan-Tilt-Zoom (PTZ) sunt un tip de camere de supraveghere care oferă funcționalități avansate de mișcare și zoom. Acestea pot fi controlate la distanță pentru a se roti (Pan), a se înclina (Tilt) și a face zoom (Zoom) pentru a se concentra pe anumite zone sau obiecte. Acestea pot fi operate de la distanță de către operator.
Iată câteva caracteristici cheie ale camerelor IP PTZ:
- Mișcare: Camerele PTZ pot fi rotite orizontal (Pan) și vertical (Tilt) pentru a acoperi o zonă mai mare de supraveghere12.
- Zoom: Aceste camere au capacitatea de a face zoom în și zoom out, permițându-le să se concentreze pe detalii fine sau să aibă o vedere mai largă12.
- Control la distanță: Camerele PTZ pot fi controlate la distanță, fie manual, fie automat, prin intermediul unei conexiuni RS-485 sau TCP/IP12.
- Utilizare extinsă: Datorită flexibilității lor, camerele PTZ sunt adesea utilizate în locuri precum mall-uri, parcări și alte zone mari unde este necesară o supraveghere extinsă.

Cu toate acestea, camerele PTZ pot fi mai costisitoare și pot necesita un nivel ridicat de întreținere, deoarece sunt echipate cu piese în mișcare.

### Camere IP multidirecționale

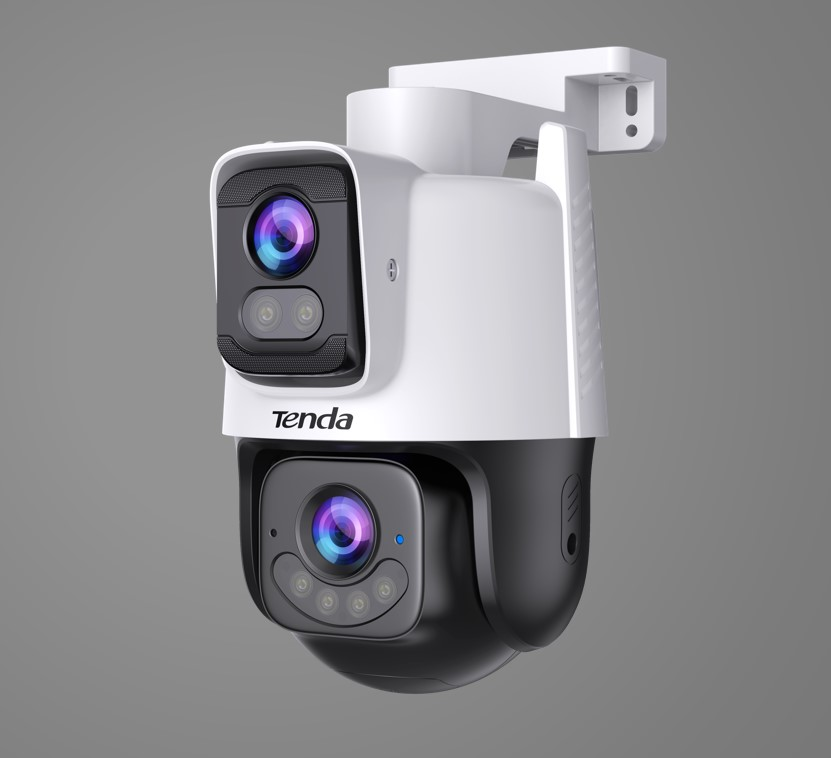
Cameră IP multidirecțională. Se observă că sunt două obiective care filmează sub unghiuri și direcții diferite. Ambele pot fi înclinate pentru o acoperire optimă. La astfel de camere imaginile de la cele două obiective pot fi combinate într-un singur flux video sau pe canale diferite. Subansamblul inferior este cu funcționalitate PTZ. Camera IP se poate conecta la rețea prin cablu Ethernet sau Wi-Fi.

Camerele multidirecționale sunt sisteme de supraveghere avansate care utilizează mai multe camere pentru a captura imagini din diferite unghiuri simultan. Iată câteva caracteristici cheie:
- Rezoluție înaltă: Aceste camere pot avea rezoluții de până la 4K pe fiecare senzor, oferind detalii fine și o acoperire detaliată1.
- Acoperire extinsă: Sunt ideale pentru monitorizarea spațiilor largi, oferind o vedere panoramică și acoperire completă de 360° sau 270° când sunt montate în colțuri.
- Tehnologie avansată: Multe dintre aceste camere includ învățare profundă și chipset-uri puternice pentru analiza obiectelor și clasificarea persoanelor sau vehiculelor.
- Flexibilitate în montare: Pot fi montate în mod discret sau în tavan pentru supraveghere completă și sunt protejate împotriva condițiilor meteorologice adverse, având certificări IP66/IP67.

Aceste camere sunt esențiale pentru proiecte de fotogrammetrie 3D și supravegherea zonelor cu trafic intens sau a siturilor arheologice, datorită capacității lor de a captura geometrii complexe și de a oferi detalii remarcabile chiar și pe suprafețe înclinate.

### Camere IP fisheye
Camerele IP fisheye sunt un tip special de camere de supraveghere care oferă o vedere panoramică de 360°, de jur-împrejur într-un plan orizontal. Acestea sunt numite astfel datorită lentilelor lor speciale care distorsionează imaginea într-un mod similar cu ochiul unui pește.
Iată câteva caracteristici cheie ale camerelor IP fisheye:
- Vedere panoramică: Camerele fisheye oferă o vedere panoramică 360°, ceea ce le face ideale pentru monitorizarea spațiilor largi cu o singură cameră.
- Rezoluție înaltă: Multe camere fisheye oferă rezoluții înalte, de până la 5MP sau 6MP, ceea ce permite capturarea detaliilor fine.
- Instalare flexibilă: Aceste camere pot fi montate pe tavan sau pe perete, oferind flexibilitate în ceea ce privește instalarea.
- Vizualizare nocturnă: Multe camere fisheye includ iluminare infraroșu pentru vizibilitate pe timp de noapte.

Aceste camere sunt ideale pentru monitorizarea spațiilor largi, cum ar fi magazinele cu amănuntul, birourile, holurile și alte spații interioare. Cu toate acestea, datorită distorsiunii imaginii, ele pot fi mai puțin eficiente pentru identificarea detaliilor specifice, cum ar fi fețele persoanelor sau numerele de înmatriculare ale mașinilor.

### Camere IP cu termoviziune
Camerele IP termice sunt dispozitive de supraveghere care folosesc tehnologia termică pentru detectarea și vizualizarea variațiilor de temperatură dintr-un mediu. Aceste camere se diferențiază de camerele de supraveghere tradiționale prin capacitatea de a vizualiza în întuneric sau în condiții de vizibilitate scăzută. Aceste camere sunt excelente pentru a fi utilizate în zone în care lumina nu este disponibilă, cum ar fi într-un garaj sau în curte în timpul nopții. De asemenea, camerele termice sunt instalate pentru a monitoriza zone fără lumină cu vegetație densă, procese variate în fabrici, centrale electrice, instalații de petrol și gaze, în aeroporturi etc.
Camerele termice depistează radiația infraroșie emisă de obiecte. Corpul uman și obiectele generează căldură în formă de radiație infraroșie, chiar dacă nu sunt vizibile cu ochiul liber. Senzorii termici ai camerei transformă radiația infraroșie depistată în imaginile termice. Fiecare obiect are o anumită temperatură, iar variația de temperatură se reprezintă grafic ca imagine termică.
Camerele termice pot depista obiecte mascate, ascunse de obstacole vizuale sau obiecte opace. Astfel, într-o imagine termică, un animal sau un om va apare ca o siluetă cu temperatura diferită de cea a mediului înconjurător. Cu aceste camere se pot monitoriza puncte de topire în fabrici, prevenirea pericolelor de explozie etc și avertiza operatorul. Deși multe alte tipuri de camere IP au vedere nocturnă prin infraroșu, aceste camere dedicate pentru termoviziune au funcții mult mai avansate.

### Camere IP cu stocare în cloud și/sau locală
Videoclipurile capturate de o cameră IP pot fi stocate în mai multe moduri. Acestea pot fi salvate direct pe camera în sine, pe un card SD sau microSD inserat în cameră, în cloud, sau pe un sistem centralizat local, cum ar fi hard disk-ul unui NVR (Network Video Recorder) la care este conectată camera. Există, de asemenea, camere care nu permit stocarea locală pe un card, dar pot fi integrate într-un sistem NVR. În acest caz, imaginile sunt stocate pe unitatea de stocare a NVR-ului. Multe alte camere nu oferă stocare locală, pe card SD, microSD etc, inserat în aparat și nici posibilitatea de stocare direct în cloud. Acestea din urmă putând fi adăugate doar la un sistem NVR sau un echivalent software de NVR. 
Unii producători de camere oferă abonamente cloud în care utilizatorii pot vizualiza și descărca de la distanță clipuri video recente plătind taxe de abonament recurente. Planurile de abonament în cloud vin de obicei cu câteva zile de stocare în buclă, iar videoclipurile vor fi suprascrise după această durată. De exemplu, camerele IP de la Tenda oferă o aplicație de Android și iOS, denumită TDSEE, care permite controlul, vizualizarea fluxului video dar și stocarea în cloud a videoclipurilor dinamice pe ultimele 7 sau 30 de zile pe baza unui abonament lunar, semestrial sau anual.
Unele camere includ un slot pentru card micro SD, astfel încât utilizatorii să poată stoca videoclipuri local. Majoritatea camerelor IP pot fi programate pentru a suprascrie videoclipurile vechi odată ce mediul de stocare este plin. Accesarea videoclipului de pe cameră se poate face în mod normal printr-o conexiune directă la rețea la dispozitiv.
Multe camere pot fi adăugate la un NVR, și stocate imaginile acesteia, utilizând protocolul ONVIF sau protocoale proprietare fiecărui brand.

### Camere IP PoE
Camerele IP cu alimentare prin PoE (Power over Ethernet) sunt camere de supraveghere care primesc atât date cât și alimentare printr-un singur cablu Ethernet. Aceasta face ca instalarea să fie mai ușoară și mai ieftină, plus că sistemul poate funcționa chiar și atunci când există o pană de curent. Tehnologia PoE permite ca o parte din firele din cablurile Ethernet să transmită, pe lângă date, curent electric pentru a alimenta camerele de supraveghere, dar și punctele de acces sau telefoanele de tip VoIP etc. 
Un sistem care folosește PoE se bazează pe 3 componente principale:
- Echipamentul PoE care face alimentarea, denumit și echipament PoE PSE (Power Sourcing Equipment).
- Cablul de rețea Ethernet.
- Echipamentul PoE care este alimentat, denumit și echipamentul PoE PD (Powered Device).

Echipamentul PoE care face alimentarea este un dispozitiv cu porturi de rețea, alimentat la priză, și care folosește acele porturi de rețea pentru comunicare de date, dar și pentru a trimite alimentare electrică prin cablul de rețea. Alimentarea camerelor IP se poate face de la un NVR PoE, injector PoE sau swici PoE.  

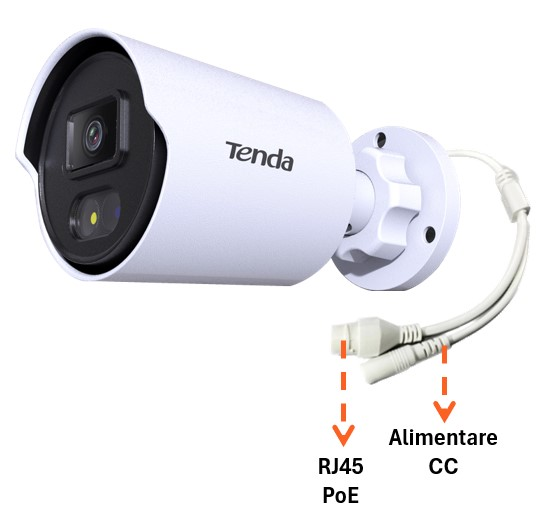
Cameră IP care poate fi alimentată prin PoE prin mufa RJ45 dar și prin alimentare de curent continuu cu un adaptor de alimentare CA>CC. Bineînțeles, prin mufa RJ45 se comunică și date și nu toate camerele IP care au cablu alimentare CC și RJ45 pot fi alimentate prin PoE.

Unele camere permit alimentarea prin curent continuu dar și prin PoE prin mufa RJ45. Alte camere IP sunt alimentate exclusiv prin PoE iar altele exclusiv prin mufă alimentare CC.  
Există mai multe standarde stabilite de Institute of Electrical and Electronics Engineers (în limba română „Institutul Inginerilor Electrotehniști și Electroniști”), anume:
- PoE (IEEE 802.3af): Furnizează până la 15.4W de energie de la echipamentul sursă de alimentare (PSE) și 12.95W la dispozitivul alimentat (PD) din cauza pierderilor pe cablu.
- PoE+ (IEEE 802.3at): Oferă per port până la 30W de la PSE și 25.5W la PD.
- PoE++ (IEEE 802.3bt) Type 3: Suportă până la 60 W per port.
- PoE++ (IEEE 802.3bt) Type 4: Suportă până la 100 W per port.

Tehnologia PoE (Power over Ethernet) permite alimentarea cu curent a anumitor dispozitive folosind cablul de rețea. Există mai multe tehnici de transmitere a curentului pe cablu de rețea Ethernet, dintre care trei au fost standardizate de către Institute of Electrical and Electronics Engineers (IEEE) în standardul IEEE 802.31.
- Alternative A transportă curentul pe aceleași fire ca cele de date pentru conexiunile de 10 și 100 Mbit/s. Aceasta este o soluție similară cu phantom power folosită pentru alimentarea microfoanelor.
- Alternative B folosește toate cele 4 perechi de fire din cablu Cat 5. Faza vine pe firele 4 și 5, iar nulul pe firele 7 și 8.
- 4PPoE dă tensiune pe toate cele patru perechi de fire, permițând astfel alimentarea cu mai mult curent pentru dispozitive precum: camere Pan–Tilt–Zoom (PTZ) și chiar încărcarea de baterii de laptop. În cazul 4PPoE, toate cele 8 fire ale cablului Ethernet sunt folosite. Aceasta este o diferență majoră față de alte forme de PoE, cum ar fi Alternative A și Alternative B, care folosesc doar 2 sau 4 fire pentru transmiterea de curent.[22]

Deci, în concluzie, alimentarea PoE se poate face atât prin cabluri Ethernet de 8 fire, cât și prin cele de 4 fire, în funcție de standardul PoE utilizat și de necesitățile dispozitivului alimentat. Pentru 10BASE-T și 100BASE-TX, doar două din cele 4 fire dintr-un cablu Cat 5 sunt folosite. 
În concluzie, camerele IP cu alimentare prin PoE oferă o soluție eficientă și convenabilă pentru alimentarea și transmiterea datelor către camerele de supraveghere, reducând necesitatea de cabluri separate pentru alimentare și date.

### Camere IP Wi-Fi

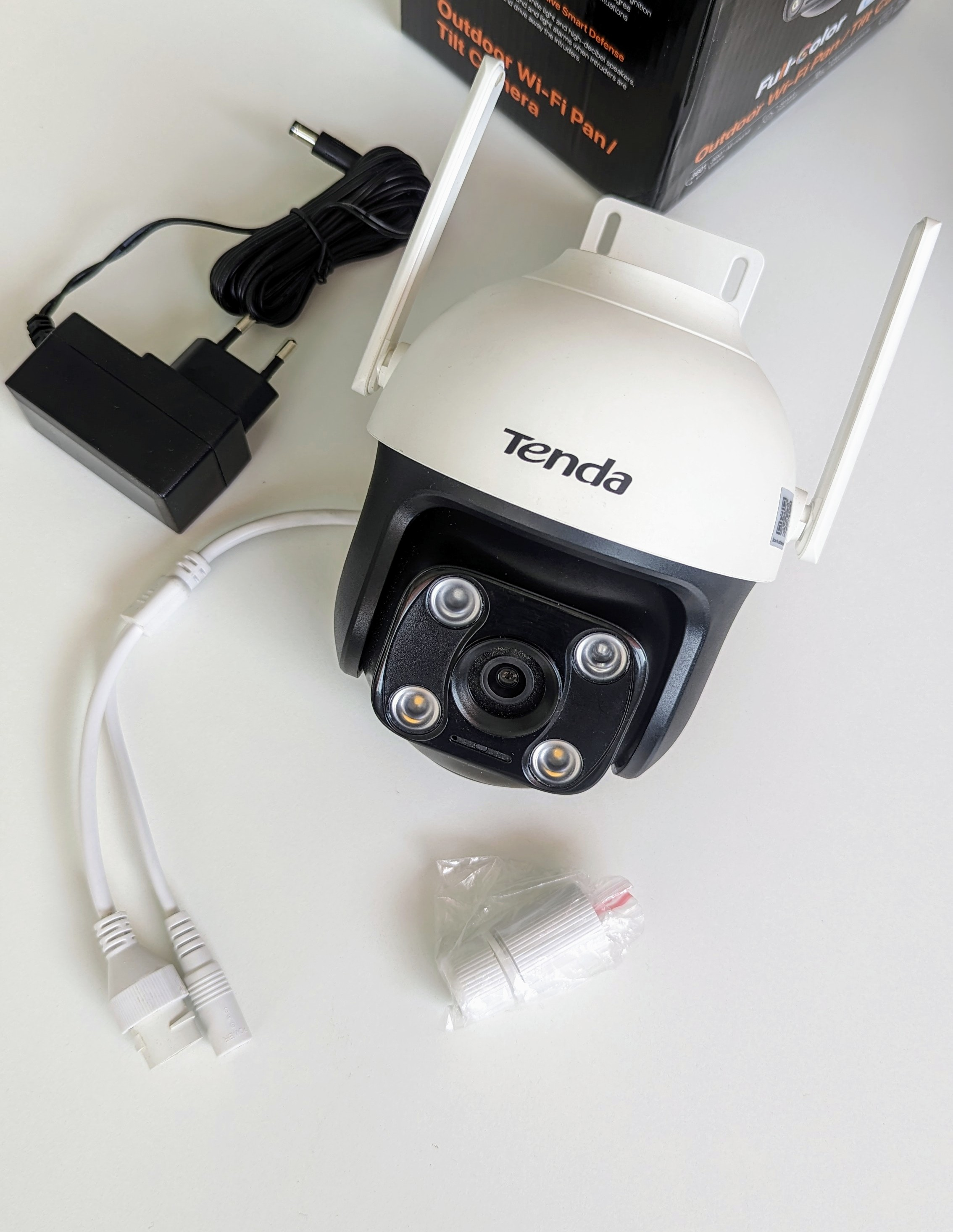
Cameră IP cu conectare prin Wi-Fi dar și prin cablu Ethernet. Model CH7-WCA de la Tenda.

Datorită faptului că sunt camere video IP se subînțelege că acestea trebuie să se conecteze la o rețea de calculatoare. Camerele pot avea posibilitatea de conectare la rețea prin:
- Conector RJ-45 pentru conectarea unui cablu Ethernet
- Conectare prin Wi-Fi
- Ambele posibilități, prin cablu și Wi-Fi

Cele care oferă posibilitate de conectare prin Wi-Fi se pot promova ca și camere IP Wi-Fi sau simplu camere Wi-Fi.

## Configurare camerelor IP
Camerele IP pot fi configurate, gestionate și vizualizate în mai multe moduri:
- Din pagină locală web
- Din interfața unui NVR
- Dintr-un sistem software instalat pe un sistem de operare
- Din aplicație de smartphone

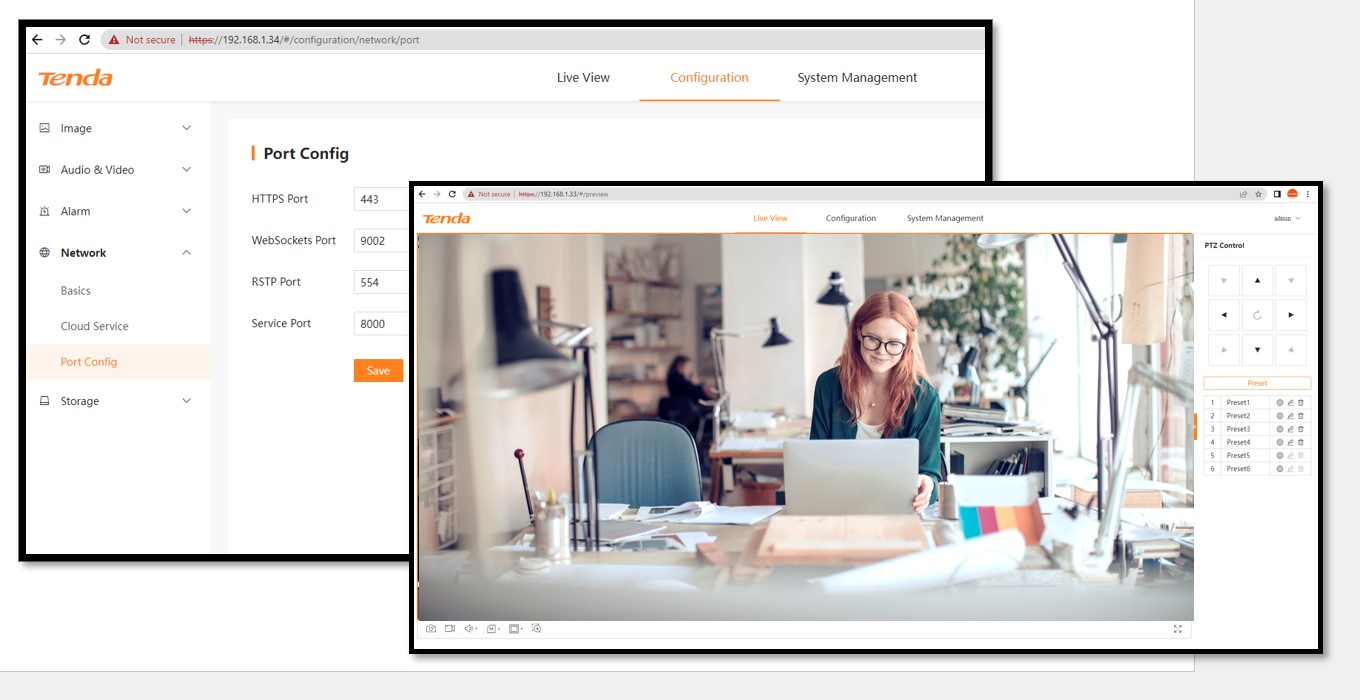
Două imagini care prezintă pagina locală web a unei camere IP, accesibilă dintr-un browser, accesând IP-ul camerei. Din această pagină se pot seta notificări, schimba contrastul imaginii, seta diverși parametrii dar și vizualiza în timp real fluxul video.Notă: imagine modificată și simulată.

Multe camere IP pot fi configurate accesând adresa IP a camerei dintr-un browser web. Interfața web a camerei oferă o serie de setări, permițându-vă să ajustați luminozitatea, saturația și contrastul imaginii, să adăugați sau să modificați utilizatori și parole de acces, și să setați un IP fix etc, dar și vizualiza fluxul video.
Pagina locală a unei camere IP este o interfață web care permite utilizatorilor să acceseze și să configureze camera IP folosind un browser web. Aceasta poate fi accesată introducând adresa IP a camerei în bara de adrese a browserului. Iată câteva dintre setările pe care le puteți găsi pe pagina locală a unei camere IP:
1. Setări de notificări: Acestea permit configurarea notificărilor pe care le primiți atunci când camera detectează mișcare sau alte evenimente.
2. Setări de imagine: Acestea permit ajustarea contrastului, luminozității, saturației și altor parametri ai imaginii.
3. Setări de rețea: Acestea permit configurarea setărilor de rețea ale camerei, inclusiv adresa IP, masca de subrețea, gateway-ul și serverul DNS.
4. Vizualizare în timp real: Aceasta permite vizualizarea în timp real a fluxului video de la camera IP.
5. Setări de înregistrare: Acestea permit configurarea modului în care camera înregistrează videoclipurile, inclusiv setările de înregistrare continuă, înregistrare la mișcare, înregistrare la alarmă etc.
6. Setări de sistem: Acestea includ setările de dată și oră, setările de limbă, setările de parolă, actualizările de firmware, etc.
7. Setări de stocare: Dacă camera are un card SD introdus se pot vizualiza sau căuta imaginile stocate, șterge, formata cardul etc.

Pentru a accesa aceste setări, trebuie să vă conectați la pagina locală a camerei IP folosind un cont de administrator.

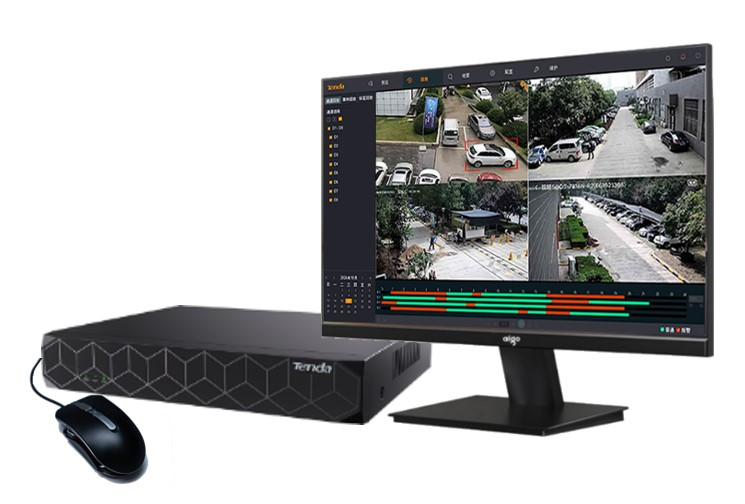
Imaginile video de la camere IP din interfața locală al unui NVR. Se permite vizualizarea, configurare, controlul, stocarea imaginilor și alarmarea operatorului într-un mod centralizat.

Camerele IP pot fi, de asemenea, integrate într-un sistem de înregistrare video de rețea (NVR), unde imaginile pot fi stocate pentru vizualizare ulterioară. Aceasta se poate realiza utilizând protocolul ONVIF standard, care permite interoperabilitatea între dispozitivele de supraveghere video, sau prin protocoale proprietare specifice fiecărui brand. NVR-urile (Network Video Recorders) controlează, vizualizează și stochează imaginile și setările camerelor IP. Carcateristici principale:
1. Controlul camerelor IP: NVR-urile pot controla toate camerele IP conectate la ele. Ele pot fi accesate și controlate prin rețea, wireless, pe fir, local sau remote, sau prin HDMI, de pe un televizor sau monitor.
2. Vizualizarea imaginilor: NVR-urile pot afișa imagine live de la camerele IP mai multe în același timp sau una câte una.
3. Stocarea imaginilor și setărilor: NVR-urile stochează înregistrările și comenzile camerelor de supraveghere IP. Ele pot avea stocare inclusă (unul sau mai multe HDD-uri), sau pot lucra cu un NAS (network attached storage).
4. Accesare facilă: Un NVR poate fi accesat prin interfața folosind un browser și accesțnd IP-ul NVR-ului sau cu un monitor conectat direct pe NVR.
5. Posibilitatea de alimentarea PoE a camerelor din NVR: Există două tipuri principale de NVR-uri, anume NVR-uri cu PoE (Power over Ethernet) și NVR-uri fără PoE. Cele care au porturi PoE pot alimenta camerele IP PoE conectate direct prin cablu Ethernet.

În plus, camerele IP pot fi adăugate la sisteme software centralizate, care sunt instalate pe un sistem de operare. Aceste sisteme permit gestionarea și monitorizarea mai multor camere simultan. Există o serie de sisteme software centralizate care pot fi utilizate pentru gestionarea camerelor IP. Acestea permit utilizatorilor să monitorizeze și să controleze mai multe camere IP de la un singur loc. De obicei la aceste sisteme software camerele se adaugă prin protocolul ONVIF. Iată câteva exemple:
- Milesight VMS Lite: Este un software gratuit care permite vizualizarea centralizată a camerelor IP1. Acesta suportă peste 1200 de modele de camere IP și oferă funcționalități precum detectarea mișcării, înregistrarea programată și funcții de alarmă.
- Security Eye: Este un software de supraveghere video care utilizează camere web și camere IP pentru monitorizare. Acesta oferă alerte prin SMS și e-mail și suportă mai multe opțiuni de stocare.
- ManyCam: Este un software de streaming live care permite furnizarea cu ușurință de videoclipuri profesionale, fluxuri și cursuri online.
- IP Camera Viewer: Este un software gratuit care permite vizualizarea centralizată a camerelor IP. Acesta suportă peste 2000 de modele diferite de camere IP și oferă funcționalități precum detectarea mișcării, înregistrarea programată și funcții de alarmă.
- Xeoma: Este un software gratuit pentru camere IP care ajută la înregistrarea video cu sunet. Acesta oferă notificări instantanee.[24][25]

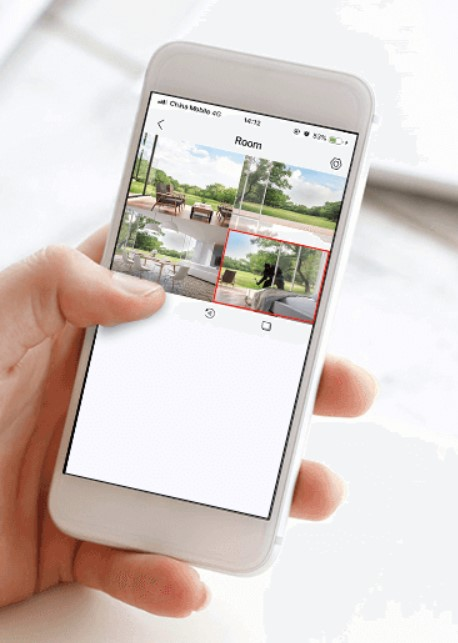
Aplicația de smartphone TDSEE, de Android & iOS, permite configurarea, controlul și vizualizarea pentru camerele IP de la Tenda.

Pentru o mai mare flexibilitate și accesibilitate, multe camere IP pot fi controlate și monitorizate prin intermediul aplicațiilor de smartphone. Aceste aplicații permit utilizatorilor să vizualizeze transmisiile video în timp real, să primească alerte de mișcare și să controleze camerele de la distanță. De exemplu fiecare brand are o aplicație de smartphone:
- AXIS Companion: Pentru controlul și vizualizarea camerelor IP, compania suedeză AXIS oferă aplicația AXIS Companion. Aceasta este o soluție de supraveghere video ușor de utilizat, concepută pentru întreprinderile mici. Prin intermediul acestei aplicații, utilizatorii pot vizualiza în timp real, pot înregistra și pot reda imagini video direct de pe smartphone.
- EZVIZ: Aceasta este concepută pentru a funcționa cu seria de camere de securitate și alte produse Smart Home ale EZVIZ. Prin utilizarea acestei aplicații, puteți gestiona camera și alte dispozitive inteligente de la distanță de pe tot globul în orice moment. EZVIZ este o filială a  Hangzhou Hikvision Digital Technology Co., Ltd., cunoscută ca Hikvision.[26]
- Bosch Video Security: Pentru controlul și vizualizarea camerelor IP, Bosch folosește oferă Bosch Video Security. Aceasta este o aplicație mobilă care permite utilizatorilor să vizualizeze și să controleze camerele IP Bosch de pe un smartphone sau o tabletă. Prin intermediul acestei aplicații, utilizatorii pot urmări în timp real, pot înregistra și pot reda imagini video.
- Arlo, de la Netgear: Aceasta este o aplicație mobilă care permite utilizatorilor să vizualizeze și să controleze camerele IP Netgear de pe un smartphone sau o tabletă. Prin intermediul acestei aplicații, utilizatorii pot urmări în timp real, pot înregistra și pot reda imagini video.
- TDSEE, de la Tenda: TDSEE este o aplicație pentru Android și iOS ce permite configurarea, setarea, vizualizarea și comunicarea cu camerele IP de la Tenda. Aplicația permite partajarea cu alți utilizatori, în siguranță, a camerelor IP de la Tenda.

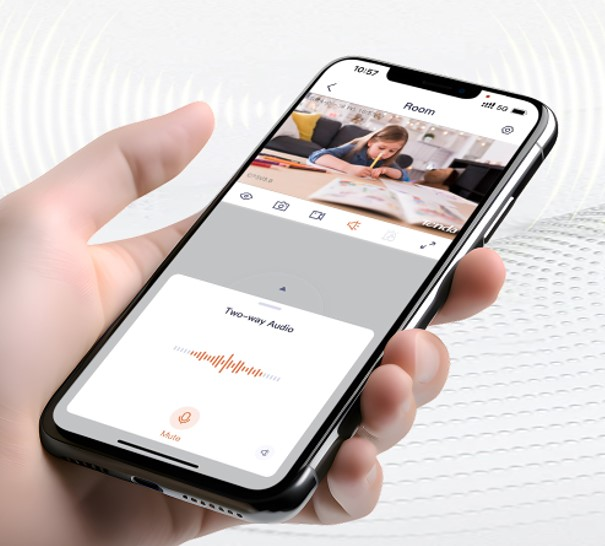
Aplicațiile de smartphone permit comunicarea audio bi-direcțională, dar și primirea de notificări, control și vizualizare și ascultare.

În concluzie, gestionarea camerelor IP implică o serie de metode și tehnologii, fiecare cu propriile sale avantaje. Alegerea metodei corecte de gestionare depinde de nevoile specifice ale utilizatorului și de infrastructura existentă

### Standarde conectare
Generațiile anterioare de camere CCTV analogice utilizează formate de televiziune de difuzare consacrate (de exemplu CIF, NTSC, PAL și SECAM ). Începând cu anul 2000, a avut loc o schimbare în afacerea televizoarelor de larg consum către rezoluții de înaltă definiție (HD) (de exemplu, 1080P Full-HD, rezoluție 4K Ultra-HD) și pe format cu ecran lat 16:9.
Camerele IP pot diferi unele de altele în ceea ce privește rezoluția, funcțiile, schemele de codificare video, protocoalele de rețea disponibile și API-ul pentru software-ul de management video.

#### ONVIF
Pentru a aborda problemele de standardizare a supravegherii video IP, în 2008 s-au format două grupuri industriale: Open Network Video Interface Forum (ONVIF) și Physical Security Interoperability Alliance⁠(d) (PSIA), Alianța de Interoperabilitate pentru Securitate Fizică în limba română. PSIA a fost fondată de 20 de companii membre, inclusiv Honeywell, GE Security și Cisco. ONVIF a fost fondat de Axis Communications, Bosch și Sony. Fiecare grup are acum numeroși membri suplimentari, astfel încât camerele și hardware-ul de înregistrare care funcționează sub același standard sunt compatibile între ele. ONVIF, care poartă numele organizației, este și denumirea standardului important în industria securității, care permite produselor de la diferite mărci să funcționeze împreună și să interacționeze fără probleme.
Pe scurt, aplicabilitatea pentru camerele IP: ONVIF permite conectarea unei camere de la un producător la un NVR de la alt producător sau invers. Camera se adaugă din interfața NVR-ului introducând anumite date, cu condiția ca camera să fie în același segment de rețea ca NVR-ul. Pentru conectarea la un NVR prin ONVIF a unei camere IP este nevoie de: 
- Userul și parola camerei (userul și parola ONVIF, userul și parola RTSP, userul și parola de acces la interfața camerei).
- Adresa IP a camerei.
- Portul ONVIF a camerei.
- În unele cazuri e nevoie și de Profilul ONVIF.

ONVIF a dezvoltat o serie de “profile” care definesc anumite funcții sau caracteristici pe care un dispozitiv sau un client ONVIF trebuie să le suporte pentru a fi considerat conform cu acel profil. Iată o listă cu profilele ONVIF, însă nu toate sunt aplicabile camerelor IP:
1. Profilul S: Acest profil este pentru streaming video și controlul PTZ (Pan-Tilt-Zoom). Este cel mai utilizat profil și este suportat de majoritatea camerelor IP.
2. Profilul G: Acest profil este pentru stocarea, căutarea și redarea înregistrărilor video.
3. Profilul C: Acest profil este pentru controlul accesului la uși.
4. Profilul Q: Acest profil este pentru instalare rapidă a dispozitivelor. (Notă: Profilul Q a fost retras începând cu 1 aprilie 2022).
5. Profilul A: Acest profil este pentru configurarea dispozitivelor de control al accesului.
6. Profilul T: Acest profil este pentru streaming video avansat.
7. Profilul M: Acest profil este pentru metadate.
8. Profilul D: Acest profil este pentru controlul accesului la uși și evenimente.[30]

Fiecare profil are un set fix de caracteristici care trebuie suportate de un dispozitiv sau client conform. De asemenea, există caracteristici condiționale, care sunt caracteristici care trebuie implementate de un dispozitiv sau client ONVIF dacă suportă acea caracteristică în orice mod, inclusiv într-un mod proprietar.
Pentru informații detaliate despre profilele ONVIF se pot consulta documente oficiale precum: 
- ONVIF Profile Feature Overview v2.6 din 2022 aprilie.
- ONVIF Profiles, Add-ons and Specifications

#### Protocoale proprietare
Mulți producători de NVR-uri au protocoalele proprii pentru conectarea automată a camerelor. De exemplu NVR-urile de la Tenda au protocolul Tenda care automat detectează camerele marcă proprie din rețea și apoi le adaugă. Pe lângă acceptarea protocolul standardizat ONVIF. Acest lucru e valabil și pentru alte mărci precum Amcrest, Lorex, Tenda, AXIS, Reolink, Hikvision, Ubiquity etc, fiecare marcă cu protocolul propriu.

## Considerații

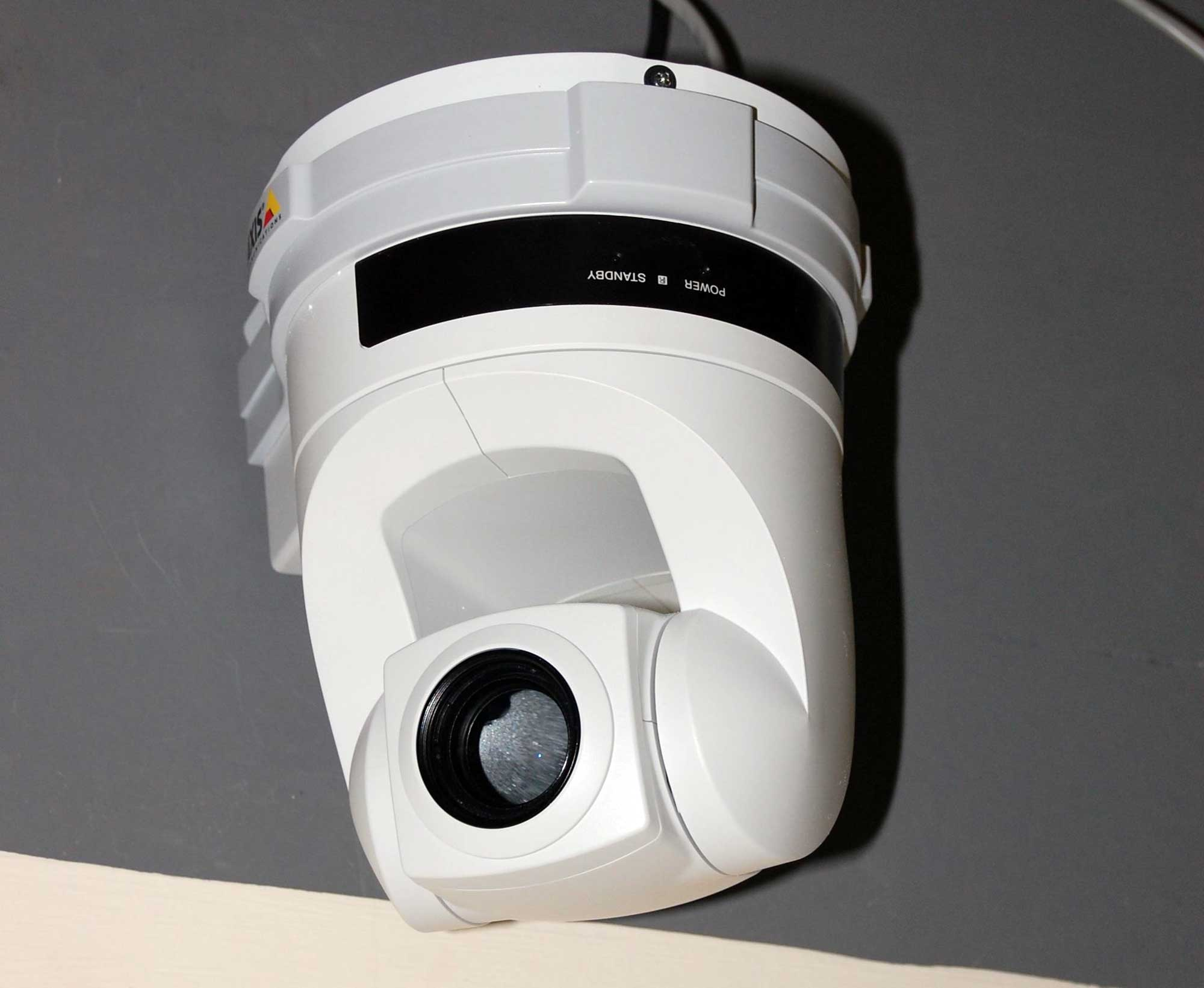
O cameră PTZ AXIS 214

### Beneficii potențiale
Camerele din generația anterioară transmiteau semnale video analogice. Camerele IP trimit imagini digital folosind caracteristicile de transmisie și securitate ale protocolului TCP/IP. Avantajele acestei abordări includ:
- Audio bidirecțional permite utilizatorilor să asculte și să vorbească subiectul videoclipului (de exemplu, un funcționar care asistă un client prin instrucțiuni pas cu pas).
- Utilizarea unei rețele Wi-Fi sau wireless[32]
- Inteligență artificială distribuită (DAI) - deoarece camera poate conține chipseturi sau algoritmi avansați de analiză video[33]. Însă, această analiză avansată pe bază de inteligență artificială poate fi făcută și de NVR-ul sau alt sistem terț la care camera e conectată.
- Transmiterea securizată a datelor prin metode de criptare și autentificare precum WPA sau WPA2, TKIP sau AES.
- Accesibilitate la distanță care permite utilizatorilor să vizualizeze videoclipuri live de pe orice dispozitiv cu privilegii de acces suficiente.[34]
- Alimentare prin Ethernet (PoE) pentru a furniza energie prin cablul Ethernet și pentru a funcționa fără o sursă de alimentare dedicată.
- Rezoluție mai bună a imaginii, de obicei de patru ori rezoluția unei camere analogice.[35]

#### Inteligența artificială și confidențialitatea pe internet
Uniunea Americană pentru Libertăți Civile (American Civil Liberties Union⁠(d) - ACLU) și-a exprimat îngrijorarea privind confidențialitatea dacă AI este practicată pe scară largă. AI este capabil să urmărească mișcările și să studieze comportamentele; în plus, AI poate recunoaște emoțiile și poate prezice cu exactitate modele de mișcare.

#### Sistemul de recunoaștere facială
Recunoașterea facială identifică o față umană prin analiza trăsăturilor faciale dintr-o imagine sau un videoclip, un exemplu de biometrie. Dacă o cameră permite utilizatorilor să creeze o bază de date care include membri ai familiei și prieteni apropiați, sistemul poate distinge dacă există cineva în baza de date. Dacă camera este capabilă să ofere recunoaștere facială precisă, poate spune dacă persoana pe care o detectează este autorizată (în baza de date). Detectarea persoanelor neautorizate poate determina proprietarul să apeleze forțele de ordine. Filmările pot fi folosite ca mijloc de identificare și reținere a infractorilor și ca probe în instanță.

### Dezavantaje potențiale
Preocupările includ:
- Probleme de confidențialitate.[38]
- Cost mediu de achiziție mai mare per cameră.[39]
- Securitatea poate fi compromisă de acreditările nesigure, având în vedere că camera poate fi accesată independent de un video recorder.
- Conexiunea video publică la internet poate fi complicat de configurat[40] sau folosind rețeaua peer-to-peer (P2P).
- Preocupări privind capacitatea de stocare a datelor.[41]

### Hacking
Dacă videoclipurile sunt transmise pe internetul public, mai degrabă decât pe o rețea privată sau intranet, dispozitivele CCTV pot deveni deschise unui public mai larg, inclusiv hackerilor. Actorii rău intenționați pot accesa sisteme CCTV private pentru a dezactiva, manipula sau respecta măsurile de securitate – precum și pentru a obține acces suplimentar la rețeaua privată la care este conectat, adesea denumită colocvial pivoting. Acest risc poate fi atenuat prin securizarea rețelei prin regulile Firewall concepute pentru a restricționa accesul la dispozitiv și prin păstrarea software-ului și firmware-ului la zi. 
Pentru camerele de utilizare casnică, care nu permit setări de securitate complexe se recomandă de către producători ca acestea să fie într-o rețea internă, securizată în spatele unui ruter. Imaginea unei camere cu utilizare casnică poate fi accesată, de exemplu, folosind un player video precum VLC Player prin protocolul RTSP, dar numai din aceeași rețea internă. Însă alte camere permit schimbarea parolei de acces al fluxului video prin RTSP, precum Tenda CH3, CH7, RH7 etc care permite schimbarea parolei de acces la fluxul video, uneori cunoscută ca parola ONVIF, sau parola RTSP, sau parola de acces, din interfața locală web de configurare a camerei. Una dintre cele mai simple metode de securizare a camerei este schimbarea acestei parole cu una cât mai complexă. Principala cauză de "hacking" este neschimbarea parolei implicite.
În 2012, utilizatorii 4chan au spart mii de camere IP personale în flux, exploatând o vulnerabilitate a unor modele de camere de securitate TRENDnet pentru acasă. În 2014, a fost raportat că un site Insecam a indexat 73.011 locații din întreaga lume cu camere de securitate care foloseau nume de utilizator și parole implicite și, prin urmare, erau neprotejate. Servicii automate precum Shodan.io scanează în mod constant blocurile IP rezidențiale și comerciale pentru a detecta și cataloga automat porturile și serviciile deschise, inclusiv cele utilizate în mod obișnuit pentru camerele IP.